# Faux-gavial d'Afrique
Mecistops cataphractus
Genre
Espèce
Synonymes
- Crocodylus cataphractus Cuvier, 1825

Statut de conservation UICN

 CR A2acde+3cde+4acde : 
En danger critique
Mecistops cataphractus, unique représentant du genre Mecistops, est une espèce de crocodiliens de la famille des Crocodylidae.
En français cette espèce est communément nommée Crocodile à nuque cuirassée ou Faux-gavial d'Afrique, ce dernier surnom en raison de sa ressemblance avec le gavial du Gange, espèce appartenant à une autre famille bien distincte, les Gavialidae. En Côte d'Ivoire, dans le Sud-Ouest, les Kroumen le nomme "Moipasrobeh". 

## Répartition

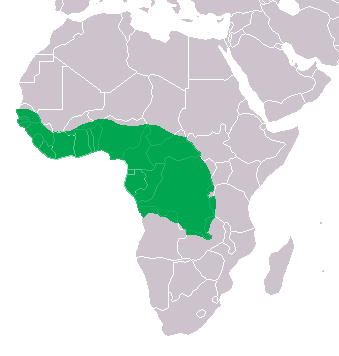
Distribution

Cette espèce se rencontre en Gambie, au Liberia, en Sierra Leone, en Côte d'Ivoire, au Ghana, au Cameroun, au Gabon, au Congo-Brazzaville, en République centrafricaine et au Congo-Kinshasa. Sa présence est incertaine au Sénégal, au Mali, en Guinée-Bissau, au Burkina Faso, au Bénin, en Guinée équatoriale, en Tanzanie et en Zambie. Elle a disparu du Tchad.

## Habitat
C’est un crocodile des grandes rivières, lacs et lagunes en zone forestière et dans plusieurs régions de savane. Il était autrefois le plus fréquent des crocodiles dans beaucoup de lagunes côtières mais est devenu rare et localisé en Afrique occidentale alors qu’il reste encore assez commun en Afrique centrale. Certains rares individus ont été trouvés sur la côte maritime, ce qui indiquerait une légère tolérance (du moins temporairement) à l'eau de mer.

## Description

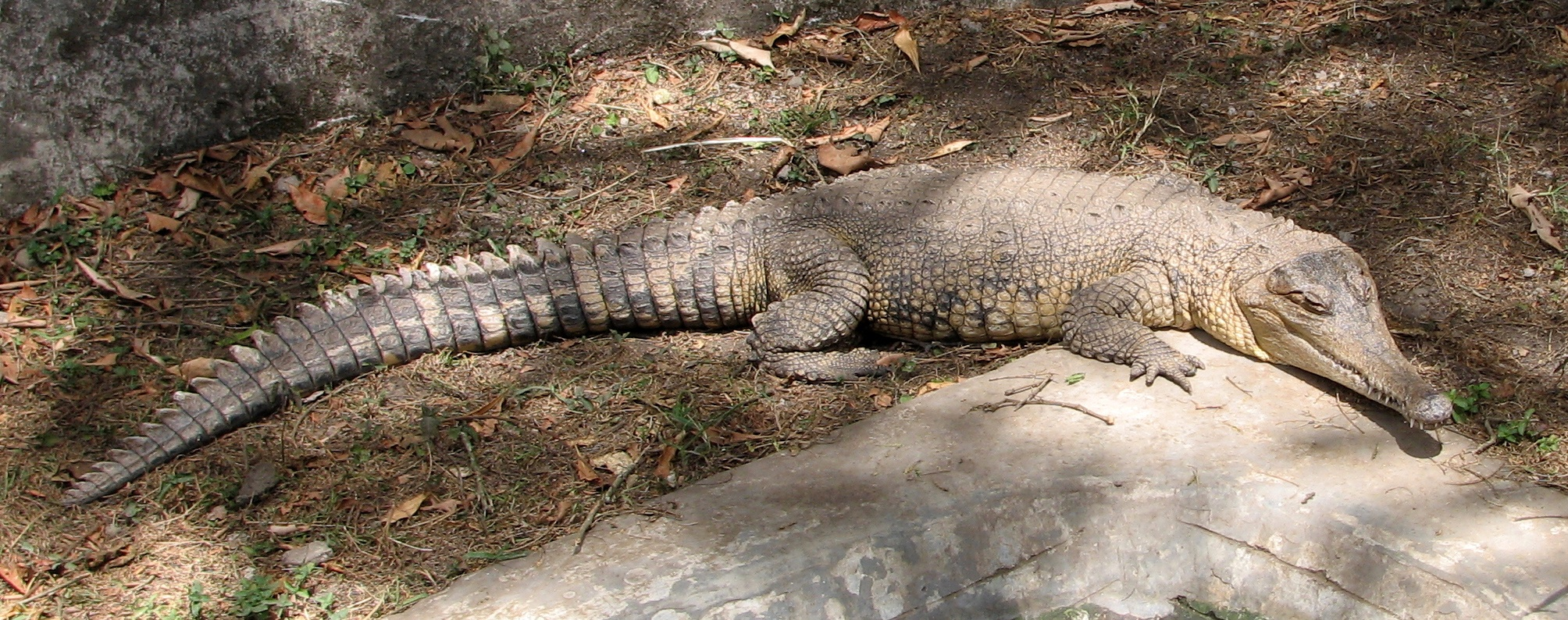
Faux-gavial d'Afrique

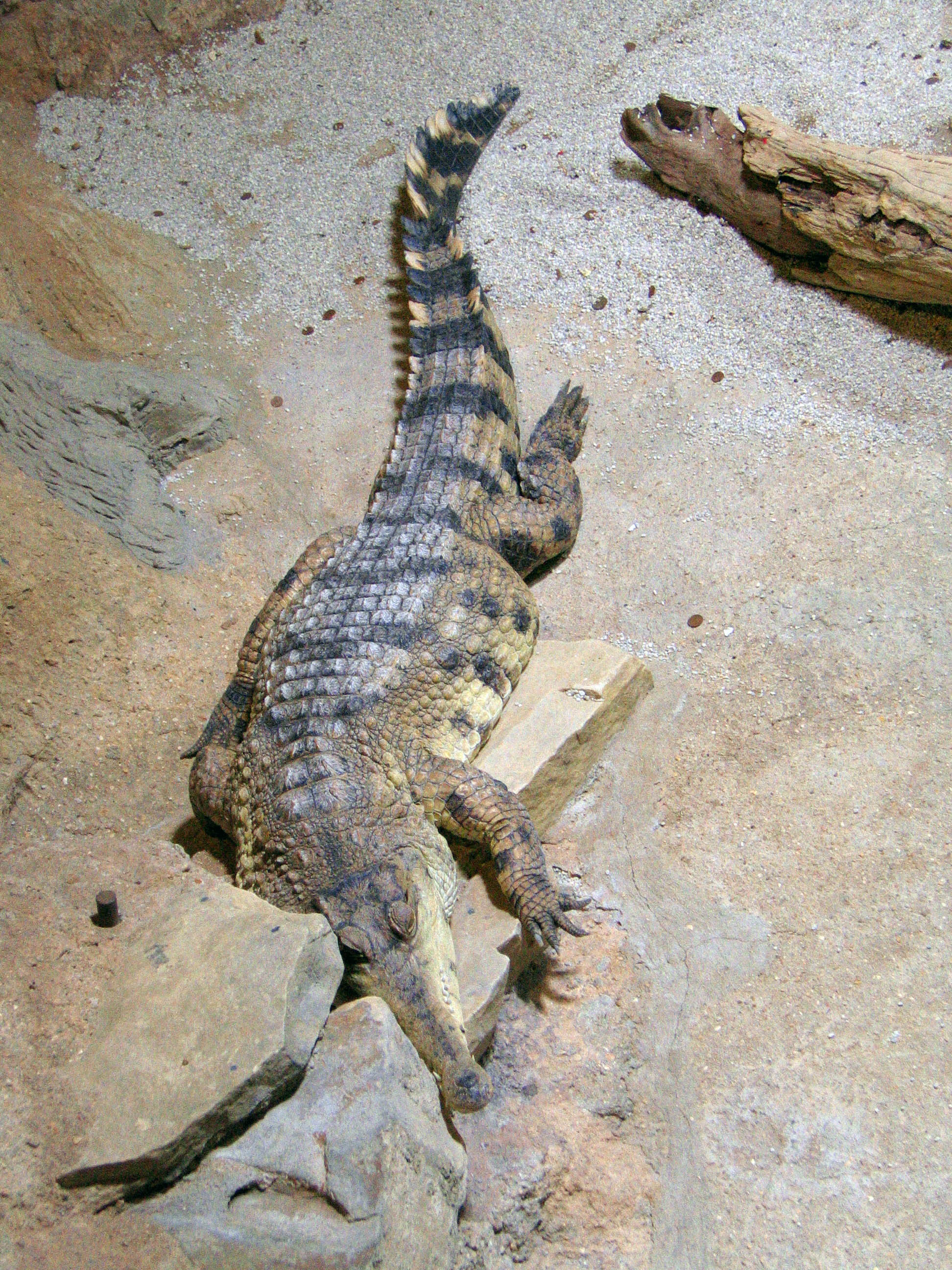
Faux-gavial d'Afrique

Ce crocodile mesure habituellement environ entre 2,5 et 4 m et pèse environ 200 kg et le plus grand observé mesurait 6 m et pesait 325 kg.
Le régime alimentaire habituel est principalement constitué de poissons, de serpents, d'amphibiens ainsi que de crustacés. Les plus gros individus peuvent s'attaquer à des proies plus importantes.
Les individus vivent isolés sauf au moment de la reproduction.

## Classification
Cette espèce était — et est encore souvent — placée dans le genre Crocodylus. Des études génétiques ont montré que cette espèce était très différente des autres membres de ce genre, et elle a été déplacée dans un genre à part.

## Protection & Conservation
Toutes les populations du faux-gavial d'Afrique sont inscrites à l'annexe I de la Cites depuis 1992. On estime qu'il existe environ 1 000 à 20 000 individus adultes mais cette espèce demeure encore assez mal connue et des populations peuvent être ignorées. L'espèce, qui souffre d'une chasse excessive, ne semble pas en danger dans l'immédiat, l'inscription à la Cites permettant de protéger les populations existantes. C'est l'une des espèces patrimoniales de RDC, protégée dans l'aire naturelle protégée du Parc national de la Salonga. Elle reste néanmoins considérée en danger critique d'extinction par l'UICN.

## Étymologie
Le nom de l'espèce, cataphractus, signifie recouvert par une armure et dérive du grec kataphraktos.

## Convergence évolutive
Le Faux-gavial d'Afrique partage comme principale similitude avec le Gavial du Gange un museau plus long et fin que les autres espèces de crocodiles, trait physique également remarqué chez le Faux-gavial de Malaisie, le seul autre membre restant de la famille des Gavialidae, bien que celui du Faux-gavial d'Afrique et celui de Malaisie soient moins longs. 
Étant dans une famille différente de celle du Gavial du Gange et du Faux-Gavial de Malaisie, cette particularité s'explique par un phénomène de convergence évolutive, dont le résultat est l'acquisition d'un trait caractéristique à plusieurs êtres vivants, mais non hérité d'un ancêtre commun à ces derniers, mais qui a évolué de façon indépendante.
Ce phénomène a pu être favorisé par le régime alimentaire, car celui des trois espèces de crocodiles se compose principalement, uniquement même pour le vrai gavial, de poissons, car le museau serait trop fragile pour s'en prendre à des créatures plus grosses. Ainsi, il s'agirait là aussi d'une spécialisation évolutive. Cependant, ce genre de phénomène peut être néfaste à long terme, car n'étant spécialisées que dans la pêche, ces trois espèces pourraient disparaître si leurs seules proies de prédilections venaient à disparaître elles aussi, ce qui est déjà en partie l'une des causes de leur raréfaction due à l'activité humaine.

## Publications originales
- Cuvier, 1825 : Recherches sur les ossements fossiles de quadrupèdes, où l'on rétablit les caractères du plusieurs espèces d'animaux que les révolutions du globe paroissent avoir détruites. Dufour & d'Ocagne, Paris.
- Gray, 1844 : Catalogue of the tortoises, crocodiles and amphisbaenians in the collection of the British Museum. Edward Newman, London (texte intégral).